# Лепе
Лепе (исп. Lepe) — город и муниципалитет в Испании, входит в провинцию Уэльва, в составе автономного сообщества Андалусия. Муниципалитет находится в составе района (комарки) Коста-Оксиденталь. Занимает площадь 129 км². Население — 26 763 человека (на 2010 год). Расстояние — 41 км до административного центра провинции.
Покровителями города считаются святой Роке и святая дева де ла Белья.

## География
Находится на берегу Атлантического океана.

## Экономика
До конца 1970-х годов его экономика основывалась на рыболовстве, но сейчас Лепе является одной из самых богатых деревень региона благодаря интенсивному выращиванию клубники, которая экспортируется по всей Европе.

## Фотографии

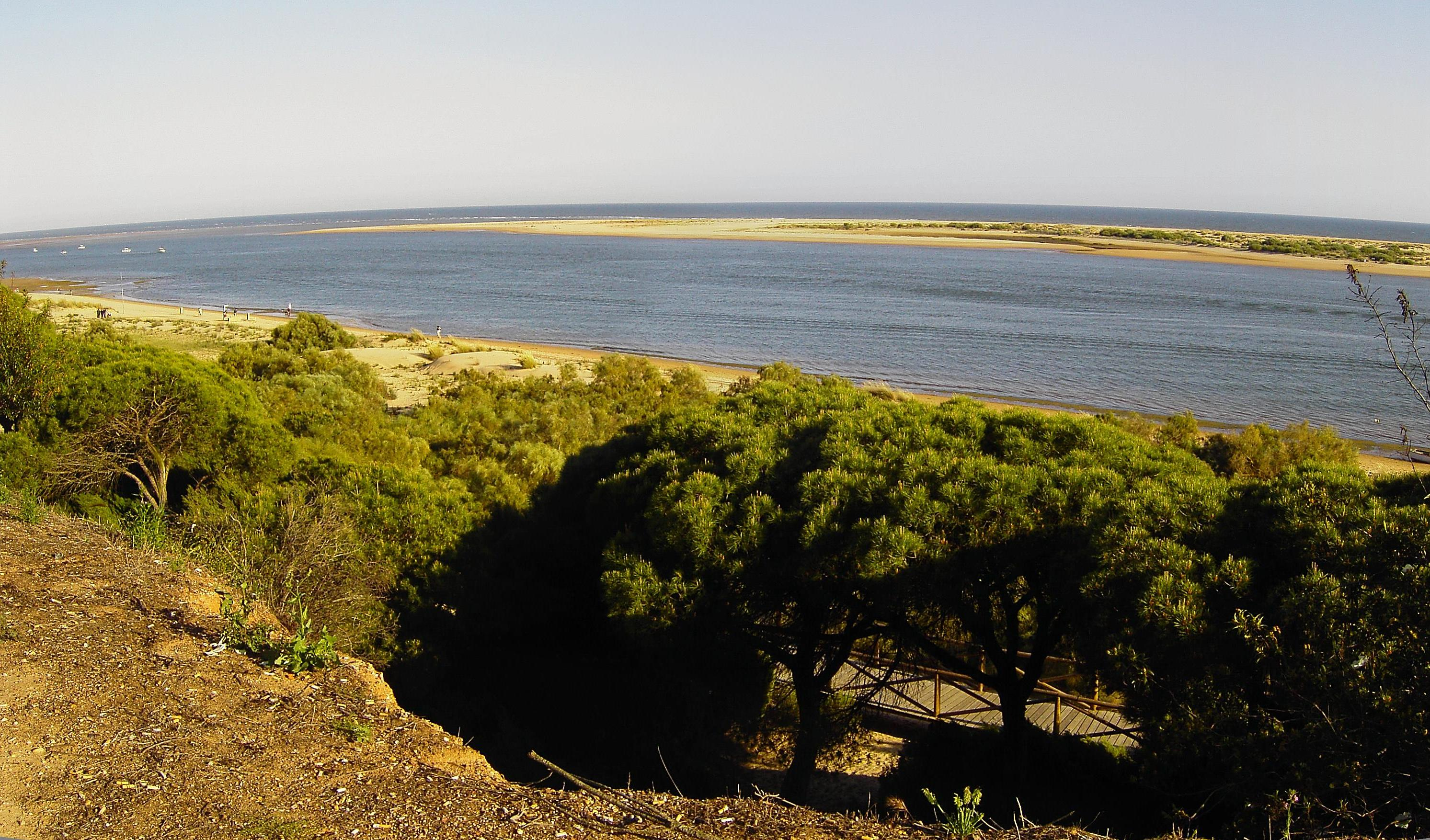

## Население
| 2001    | 2002    | 2003    | 2004    | 2005    | 2006    | 2007    | 2008    | 2009    |
| ------- | ------- | ------- | ------- | ------- | ------- | ------- | ------- | ------- |
| 19 583  | ↗20 173 | ↗21 223 | ↗21 952 | ↗22 709 | ↗23 781 | ↘23 607 | ↗25 041 | ↗25 886 |
| 2010    | 2011    | 2012    | 2013    | 2014    | 2015    | 2016    | 2017    | 2018    |
| ↗26 763 | ↗27 241 | ↘27 214 | ↗31 521 | ↘27 054 | ↗27 675 | ↘27 409 | ↘26 931 | ↗27 047 |
| 2019    | 2020    | 2021    | 2022    | 2023    | 2024    |         |         |         |
| ↗27 431 | ↗27 880 | ↗28 293 | ↗28 617 | ↗28 813 | ↗29 241 |         |         |         |

## Города-побратимы
- Лагоа (порт. Lagoa), Португалия
- Томельосо (исп. Tomelloso), Испания
- Фетешти (рум. Fetești), Румыния